# Brauerei im Füchschen
Le Brauerei im Füchschen est une brasserie de Düsseldorf, dans le quartier de la vieille ville. La brasserie est l'une des quatre dernières brasseries traditionnelles d'Altbier à Düsseldorf.

## Histoire
Le nom "Im Füchschen" est connu depuis au moins 1640 pour la propriété de la Ratinger Straße n°28, sur laquelle se trouvent aujourd'hui la brasserie et le restaurant. Vraisemblablement, l'Altbier est brassée ici depuis cette époque et vendue dans le restaurant attenant. Cependant, la bière n'est vendue que depuis 1848 sous le nom de Füchschen Alt avec le symbole du renard, qui orne la façade de la maison au lieu d'un numéro de maison.
En 1908, le restaurant et la brasserie sont achetés par Theodor König (1873-1930) et Louise König, née Röttger (1876-1927). Avec un nouveau panneau bien visible au-dessus de l'entrée, le nom "Brauerei im Füchschen" est finalement établi. L'existence de ce restaurant prend après six ans par le déclenchement de la Première Guerre mondiale.
La réouverture de la brasserie en 1930 a lieu après la mort de Theodor König, l'activité est maintenue par ses frères, les héritiers. La brasserie est détruite par les bombardements pendant la Seconde Guerre mondiale.
Après la guerre, Peter "Pitter" König (1903-1972) et sa femme Johanna reprennent l'activité de restauration en 1950. Le restaurant devient le point de rencontre de personnalités du monde de la culture et des affaires. Parmi les clients figurent Gustaf Gründgens, Friedrich Flick, Udo Jürgens et Joseph Beuys. Après le décès de Peter König en 1972, l'entreprise est poursuivie par sa femme Johanna et son fils Peter, qui transmet la direction à son fils Peter (Peter III) à la quatrième génération en 1995. La brasserie se modernise et un vaste programme d'événements, notamment autour du carnaval de Düsseldorf, est mis en place.
La Brauerei zum Füchschen exploite un chapiteau à la foire de Düsseldorf, installé pour la première fois à l'été 1989. En mai 2011, la brasserie dit annuler le chapiteau, déclarant que la situation était très floue et qu'elle n'avait aucune sécurité de planification. À la suite de l'accident de la Love Parade en 2010, les autorités avaient annoncé une mise en œuvre plus stricte des règles de sécurité, de sorte que le nombre d'invités dans les tentes du festival devait être réduit. À l'été 2012, la brasserie est à nouveau présente dans un nouvel emplacement et une tente plus grande lors de la plus grande foire du Rhin. En 2017, Peter König annonce son retrait définitif pour les mêmes raisons de sécurité.

## Production
En plus de la Füchschen Altbier de haute fermentation, il existe une Weizenbier appelée Silberfüchschen. Une bière de Noël légèrement plus forte est également vendue chaque année à partir du 10 novembre. La Füchschen Pils est également disponible depuis juillet 2017.
Les produits sont commercialisés aussi bien en bouteilles à bouchon mécanique de 0,5 l qu'en fûts de 5 à 50 l. Depuis décembre 2008, la bière est également conditionnée en bouteilles de 0,33 litre avec une capsule. En février 2012, la bière est remplie dans des canettes de 0,33 litre lors d'une campagne unique et entièrement vendues la même année.
Les produits ne sont commercialisés qu'au niveau régional à Düsseldorf et dans les environs par environ 75 détaillants de boissons et sont servis à la pression dans une quarantaine de restaurants.

## Bâtiments
La brasserie se compose de deux bâtiments : les maisons de la Ratinger Straße 28 et 30, avec un terrain s'étendant jusqu'à la Ritterstraße.
La maison voisine au n°30 avec la brasserie « Zum Jungs Bären » est ensuite intégrée à la brasserie « Im Füchschen ».